# توماس فانا
توماس فانا (بالألمانية: Thomas Vana)‏ هو لاعب كرة قدم ألماني في مركز الوسط، ولد في 9 أكتوبر 1972. لعب مع نادي دويسبورغ.

## وصلات خارجية
- توماس فانا على موقع قاعدة بيانات كرة القدم.إي يو (الإنجليزية)
- توماس فانا على موقع بيانات كرة القدم. دي إي (الألمانية)
- توماس فانا على موقع عالم كرة القدم.نت (الإنجليزية)